# Lars Bilet
Lars Bilet (ur. 8 stycznia 1927 w Oslo, zm. 28 grudnia 2016 w Stabekk) – norweski zapaśnik walczący w stylu klasycznym. Olimpijczyk z Helsinek 1952, gdzie odpadł w eliminacjach w wadze średniej do 79 kg.

## Letnie Igrzyska Olimpijskie 1952
| Konkurencja                  | Walki                | Walki               | Klas. końcowa |
| Konkurencja                  | Pierwsza runda       | Druga runda         | Miejsce       |
| ---------------------------- | -------------------- | ------------------- | ------------- |
| styl klasyczny, waga średnia | Gyula Németi (HUN) P | Ali Özdemir (TUR) P | druga runda   |